# Alberto Jacoviello
Alberto Antonio Jacoviello (Lavello, 1920 – Roma, 2 marzo 1996) è stato un giornalista e scrittore italiano.
Si distinse come inviato de l'Unità e de la Repubblica firmando corrispondenze da numerose località straniere, tra cui il Cairo, Budapest, Mosca, Pechino e Washington.
Nel 1962 gli fu conferito il premio Saint-Vincent per il giornalismo.